# مايك بيل (لاعب كرة قدم أمريكية أمريكي)
مايك بيل (بالإنجليزية: Mike Bell)‏ هو لاعب كرة قدم أمريكية أمريكي، ولد في 23 أبريل 1983 في فينيكس في الولايات المتحدة.

## وصلات خارجية
- مايك بيل (لاعب كرة قدم أمريكية أمريكي) على موقع مرجع كرة القدم المحترفة.كوم (الإنجليزية)